# フォルクローレ

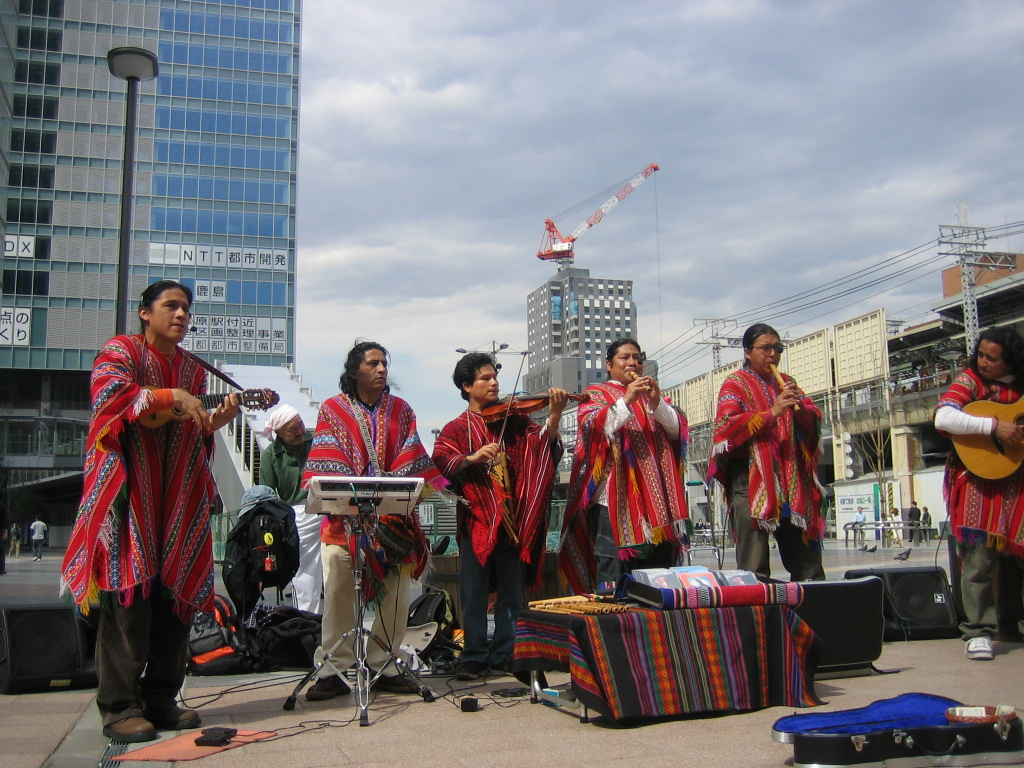
『コンドルは飛んでいく』を演奏するペルーのストリートバンド

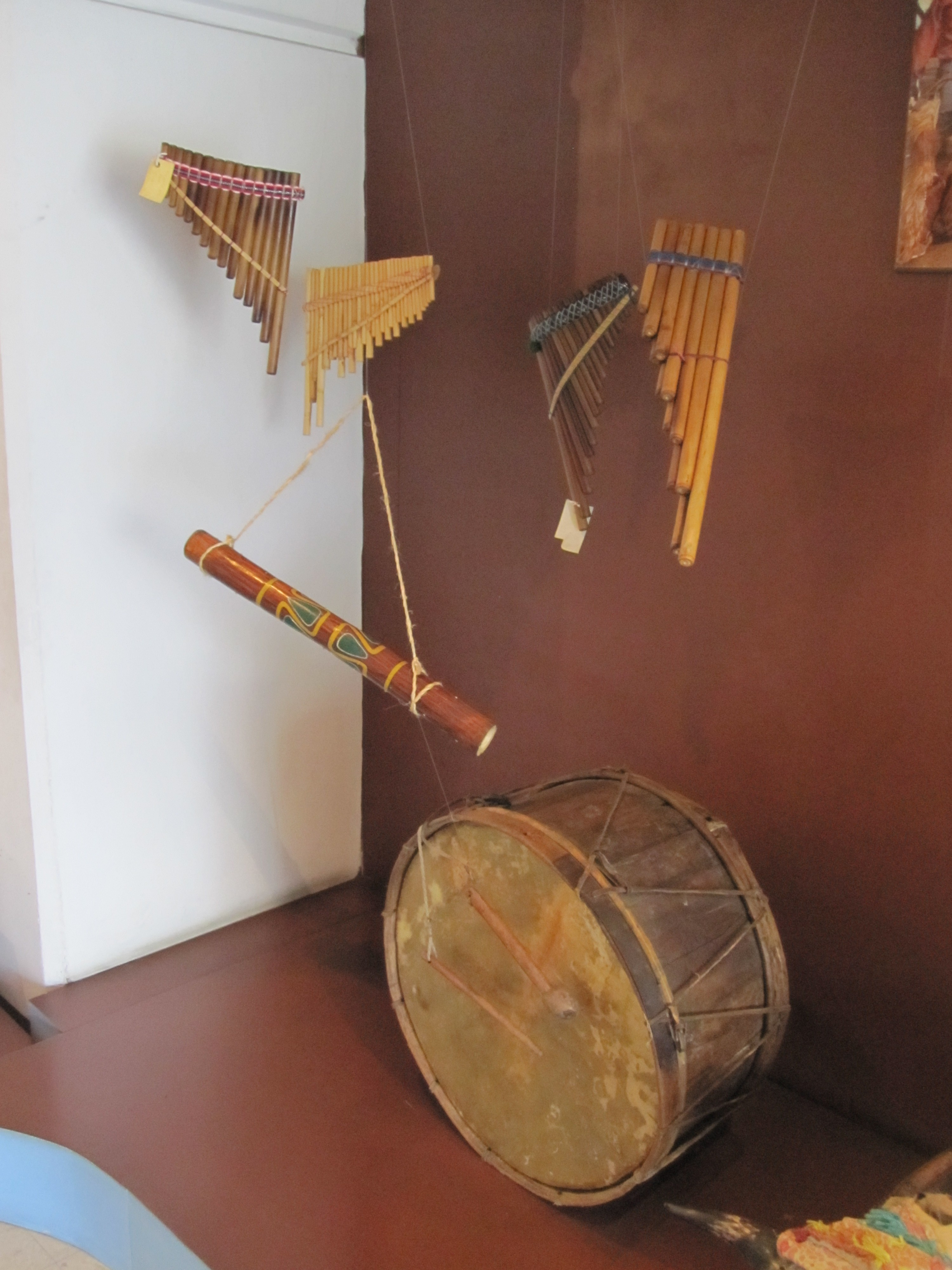
アンデスの伝統的な楽器

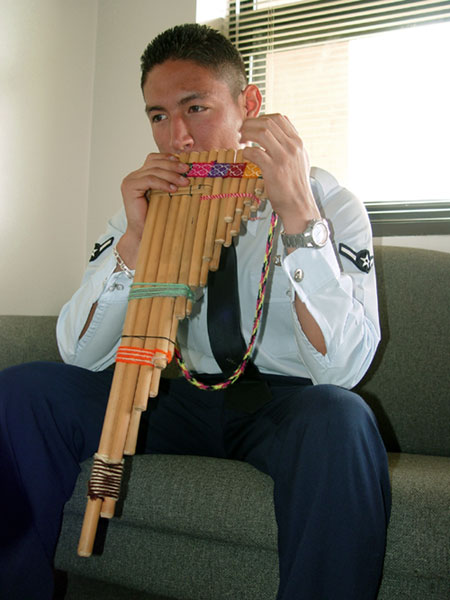
サンポーニャを吹く男性

フォルクローレ（folclore）は、日本では、ラテンアメリカ諸国の民族音楽や、民族音楽に基礎をおいた大衆音楽を指す。言葉本来の意味は、民俗学、民俗的な伝承一般を指す。英語のfolkloreがスペイン語化したもの。民俗学一般を指す言葉としては、綴りは同じだが英語読みの「フォークロア」が使われる。

## 概要
ラテンアメリカ各地に、それぞれ独自性に富んだフォルクローレ音楽が存在するが、共通して言えることは、先住民系とスペイン系の音楽的特徴が混合され、地域によってはそこに更に黒人の音楽的特徴も加味されていることである。中でも、アンデス山脈周辺の国々の音楽、アルゼンチンのパンパ（草原地帯）の音楽、そしてパラグアイの音楽が知られている。
日本では、ケーナ奏者橋本仁をリーダーとする『MAYA』 が、本格的なフォルクローレ・グループとして活動しており、他には、アルパ奏者ルシア塩満を中心とした『ルシア塩満トリオ』がある。

## アンデスのフォルクローレ
ボリビア・ペルー・エクアドルなどアンデス諸国は、先住民の人口が多く、音楽にも先住民の要素が強く残っている。ただし、現在世界的によく知られている「アンデスのフォルクローレ」は、先住民の伝統音楽そのものではなく、それとスペイン系の音楽的伝統を融合して比較的最近（おそらく1950年代）完成した新しい音楽である。アンデス周辺の地域がフォルクローレ音楽の本拠地と目され、高い人気を得ているのはボリビアである。代表的な曲としては、ペルーの「コンドルは飛んでいく（エル・コンドル・パサ、El condor pasa）」やアルゼンチンの「花祭り（ウマウアケーニョ）」などがある。「コンドルは飛んでいく」はサイモン&ガーファンクルのカバーにより、世界的に有名になった。
演奏は、スペイン系の起源を保つ弦楽器（ギター・チャランゴ・マンドリン・バイオリン・アルパなど）と、先住民系の起源をもつ管楽器（ケーナ・サンポーニャ・ロンダドールなど）、両者に起源をもつ打楽器（もっとも一般的に使われるボンボはスペイン起源だとされる）のアンサンブルによって行われる。また、曲も、1拍子または2拍子のリズムとドレミソラの5音音階（ペンタトニック）を基本とする先住民系の旋律（ワイニョ/ワイノ・トナーダなど）、6/8拍子のリズムを基本とするスペイン系の旋律（クエッカ・バイレシート・カルナバルなど）双方が取り入れられている。従来の伝統にこだわらない新しい発想による曲も数多く発表されている。
国によって曲調やリズム、楽器に多少の違いがある。例えばチャランゴはボリビアでもっとも盛んで、ペルーでも使われるが、エクアドルではあまり使われない。逆にロンダドールはエクアドルに独特の楽器で、またアルパはアンデス諸国の中ではペルーでもっとも盛んで、ボリビアやエクアドルではあまり使われない、などである。ただし、ペルーやエクアドルにもボリビア風のフォルクローレを演奏するグループが数多く存在する。
また、アンデスのフォルクローレは先住民系とスペイン系の音楽的要素が融合して完成した音楽だが、その原型となった音楽は以下のようなものだと考えられる。
アウトクトナ音楽
先住民がインカ時代以前から受け継いできたスタイルを基礎に置いていると考えられる音楽（実際には目に見えないかたちでヨーロッパ音楽の影響を少なからず受けているとも指摘される）。弦楽器を使わず、各種の笛と太鼓だけの合奏で演奏される。もともとは伝統的な祭りのための音楽として伝わってきたが、近年は商業音楽としてコンサートでの演奏やCDの録音なども行われている。
ノルテ・ポトシの音楽
ポトシ北部地方は、チャランゴの発祥の地ではないかと推定されており、現在もチャランゴの原型となった各種の弦楽器と、独特の奏法で現在も盛んに演奏されている。
エストゥディアンティーナ
学生が伝統的な衣装をまとってセレナーダを演奏する風習をエストゥディアンティーナまたはトゥーナと呼ぶ。スペインで生まれてメキシコやボリビア、ペルーなどラテンアメリカ各国にも伝わった。ボリビアのクエッカやバイレシートなど白人系のリズムの曲の中には、エストゥディアンティーナの演奏として世に出たものも多い。
代表的なグループ・演奏家 ※ケーナ・サンポーニャ・チャランゴの演奏家はそれぞれの項を参照
- ロス・ハイラス (Los Jairas) ： ボリビア・現在のフォルクローレの原型的グループ
- ロス・カルカス (Los Kjarkas) ： ボリビア
- ハチャ・マリュク (Jacha Malluku) ： ボリビア
- ルミリャフタ (Rumillajta) ： ボリビア
- スルマ・ユガール (Zulma Yugar) ： ボリビアの歌手
- ロランド・エンシーナス(Zacarias Rolando Encinas Calderón) ：ボリビアのケーナ奏者
- グルーポ・ノルテ・ポトシ (Grupo Norte Potosi) ：ボリビア・北ポトシの演奏スタイル
- グルーポ・アイマラ (Grupo Aymara) ： ボリビアのアウトクトナ音楽
- ムシカ・デ・マエストロス (Musica de maestros) ： ボリビアのエストゥディアンティーナ
- ラウル・ガルシア・サラテ (Raul Garcia Zalate) ： ペルーのフォルクローレ・ギタリスト
- クエドラス・デル・ラゴ (Cuedras del lago) ： ペルーのエストゥディアンティーナ
- アントニオ・カマケ[2] (Antonio Camaque) ： ペルー 現在は日本で活動中
- ケルマントゥ (KERUMANTU) ： ペルー、現在は日本で活動中
- ロス・シャピス (Los Shapis) : ペルー

## アルゼンチンのフォルクローレ
前述のとおり、日本にアンデスのフォルクローレを最初に伝えたのは主にアルゼンチンのグループだが、これはアルゼンチンのフォルクローレの中ではどちらかというと傍流に属している。アルゼンチンは、白人が人口の大半を占めるため、地域によって多少の差はあるが、アルゼンチンのフォルクローレは基本的にスペイン系の特徴が強い6/8拍子の音楽である。ガウチョの音楽とリズムが基礎になっている。日本に紹介されたのは1960年代で、アンデスのフォルクローレより古い。
最も重要な楽器は弦楽器のギターと打楽器のボンボであり、これに歌が加わるだけでも演奏は成立するが、旋律楽器としてバイオリン・マンドリン・アコーディオン・ピアノなどの楽器が加わる場合も多い。アンデスのフォルクローレと比べると、明らかに歌のある曲が多く器楽曲は少ない。また、これはアンデスのフォルクローレにも共通して言えることだが、踊りの伴奏のための曲が大きな比率を占める。踊りは、通常男女のペアを基本とする単位で踊られ、馬の足音を模した「サパテオ」と呼ばれる足裁きが取り入れられることが多い。特に「マランボ」はこの足裁きだけを取り出した、アルゼンチン版のタップダンスとも言うべき踊りである。（この踊りは、男性のみで踊られることが多い）
現在人気があるのは北西部の平原地帯に起源をもつ「チャカレーラ(chacarera)」と「サンバ(zamba)」という二つの形式で、現存するフォルクローレのおそらく半分以上は、このどちらかに属すると思われる。また、北西部とはやや毛色の異なった音楽として、北東部のリトラル地方に起源をもつ「チャマメ」がある。
代表的なグループ・歌手・演奏家
- アタウアルパ・ユパンキ (Atahualpa Yupanqui)
- メルセデス・ソーサ (Mercedes Sosa)
- オラシオ・グァラニー (Horacio Guarani)
- エドゥアルド・ファルー (Eduardo Falu)
- ロス・カラバハル (Los Carabajal)
- ペテコ・カラバハル (Peteco Carabajal)
- レオン・ヒエコ (Leon Gieco)
- アリエル・ラミレス (Ariel Ramirez) ： ピアニスト・作曲家
- クリスティーナとウーゴ (Cristina y Hugo) ： 夫婦デュオ
- ペルーサ・タクナウ[3] (Pelusa Tacunau)

## チリのフォルクローレ
チリもアルゼンチン同様に白人の優勢な国であり、音楽的特徴もスペイン系の影響が強かった。特に盛んに演奏されるのは、舞曲のクエッカとトナーダであろう。しかし、1960年代後半以来、歌を通じた社会変革を目指したビクトル・ハラをはじめとするヌエバ・カンシオン（新しい歌）の系統に属する音楽が、アジェンデ政権の成立と崩壊、ピノチェト独裁政権への抵抗運動に関連して世界的な注目を集めるようになった。また、新しい歌の系統に属する音楽家たちによってボリビアの音楽が盛んに紹介されたため、現在ではアンデスのフォルクローレやチャランゴやケーナなどの楽器もかなり一般的になってきている。
代表的なグループ・歌手・演奏家
- ビクトル・ハラ (Victor Jara)
- ビオレータ・パラ (Violeta Parra)
- インティ・イリマニ (Inti-illimani)
- キラパジュン (Quilapayun)
- イジャプ (Illapu)

## パラグアイのフォルクローレ
パラグアイには先住民のグァラニー人が数多く住んでいるが、音楽的特徴はアルゼンチンと同様スペイン系の影響が優勢である。特に、アルゼンチンのリトラル地方からパラナ河を挟んだ対岸であるため、音楽的特徴は似ている。アルパ（民族的なハープ）とギターによる合奏が特徴的。
代表的な音楽家
- アグスティン・ピオ・バリオス
- ホセ・アスンシオン・フロレス ： 作曲家
- フェリックス・ペレス・カルドーソ ： アルパ奏者
- アパリシオ・ゴンサレス ： アルパ奏者